# Konstantin Petrovič Pobědonoscev
Konstantin Petrovič Pobědonoscev (rusky Константи́н Петро́вич Победоно́сцев, 21. května 1827 Moskva – 23. března 1907 Petrohrad) byl vrchní prokurátor Posvátného synodu ruské pravoslavné církve. Pobědonoscev zastával úřad vrchního prokurátora mezi lety 1880 a 1905. Byl zastáncem synodálního uspořádání ruské pravoslavné církve a snažil se udělat z církve baštu samoděržavné moci. Byl odpůrcem všech liberálních reforem.

## Pobědonoscevovo působení ve Svatém synodu
Vítězný – tak se dá přeložit příjmení Pobědonoscev. V Rusku se ovšem říkalo:
Pobědonoscev pro Synod, Obědonoscev pro cara, Bědonoscev (jenž přínásí zlo) pro národ, Jedonoscev (jídlonoš) pro sebe.
 Tomáš Garrigue Masaryk,  Rusko a Evropa 
Pobědonoscevovy názory po desítiletí rozhodovaly ve směrodatných vládnoucích kruzích ruských a na něho upozornilo rozhorčení ruské mládeže a inteligence zoufalým atentátem jako na spolupůvodce smutné situace. Pobědonoscevova činnost je velmi široká a věnována právě také otázkám denním. Máme od něho nejen učené právnické sbírky materiálů, nýbrž také právnické učebnice (zejména kurs občanského práva) a mnoho prací publicistických; v roce 1896 vyšla pod titulem Moskevský sborník série statí, v nichž Pobědonoscev předložil veřejnosti své politicko-náboženské krédo. Moskva je Pobědonoscevovi třetím Římem pravého křesťanství. Pobědonoscev hledá své duchovní předky mezi moskevskými slavjanofily. Byl jedním ze symbolů samoděržavné moci a jeho duchovnost se omezovala na formu liturgie (tedy jakési obřadnictví prosté duchovního prožitku), nikoli na obsah v liturgii řečeného.
| „                               | V pravoslavné tradici si cenil ne toho, co jí činí skutečně živou a silnou, ne odvahy duchovního zápasu, ale pouze jejích obvyklých, známých forem. Byl přesvědčen, že víra je pevná a upevňuje se neusuzováním a nemůže obstát ve zkoušce myšlení a reflexe.Více než pravdivého si váží všeho původního a základního. … K hledání pravdy se vždy stavěl s nepřátelským a přezíravým posměchem. Duchovní život nechápal a bál se jeho prostoru a svobody. Odtud vyplývá jeho dvojakost církevní politiky. Cenil si venkovského duchovenstva, nekomplikovaných pastýřů naivního stáda, a také neměl v lásce skutečné vůdce. | “ |
| — Georgij Vasiljevič Florovskij | |   |

Pobědonoscevovým cílem, co se týče duchovenstva bylo, aby se duchovenstvo nevzdalovalo od prostého lidu vzděláním. Chtěl udržovat lid i duchovenstvo v „prvotní čistotě“. Prostý lid takto v Pobědoscevových představách stál v opozici k inteligenci, která se víře vzdaluje. Faktem ale je, že vliv církve na lidové masy na konci 19. století upadal. Ze vzpomínek metropolity Veniamina Fedčenka: ‚Víra byla jen povinností, tradicí, modlitba chladným obřadem, který se dodržuje jen ze zvyku. Oheň neplanul ani v nás, ani v nikom kolem. Nějak tu všechno vyčpělo, nebo slovy spasitelovými, sůl v nás ztratila svou chuť, přestali jsme býti solí země a světlem světa. Ani tehdy ani teď mě nijak nepřekvapilo, že za námi nikdo nešel: jak jsme mohli rozněcovat duše, když jsme sami nehořeli?‘“ Z tento stav byl spoluzodpovědný i Pobědonoscev, který svou vzdělávací politikou duchovních a svým podřízeným postavením vůči světské moci odháněl z církve některé věřící. I přes Pobědonoscův důraz na formální stránku liturgie i života věřícího, který opravdu vedl ke zformalizování víry, za jeho působení ve Svatém synodu došlo k zakládání církevních farních škol, výstavbě venkovských chrámů, vydávání zbožných knih a modlitebníků pro lid a docházelo i k podpoře církevní dobročinnosti. Teolog Florovskij ve svém klasickém díle Cesty ruské teologie říká o Pobědonoscevovi mimo jiné toto: „Nebyl věřícím ze srdce, ale ze strachu.“